# Liên bang hóa Úc
Liên bang hóa Úc là một quá trình mà sáu thuộc địa tự quản của Anh Quốc gồm Queensland, New South Wales, Victoria, Tasmania, Nam Úc, và Tây Úc tạo thành một quốc gia. Các lãnh thổ duy trì các hệ thống chính phủ (và cơ quan lập pháp) mà họ phát triển khi còn là các thuộc địa riêng biệt, song họ cũng chấp thuận có một chính phủ liên bang chịu trách nhiệm đối với các sự vụ liên quan đến toàn quốc. Khi Hiến pháp Úc có hiệu lực vào ngày 1 tháng 1 năm 1901, các thuộc địa trở thành các bang của Thịnh vượng chung Úc.
Các nỗ lực nhằm liên bang hóa vào giữa thế kỷ 19 bị kìm hãm do thiếu ủng hộ đại chúng cho phong trào. Một số hội nghị được tổ chức vào thập niên 1890 và phát triển một hiến pháp cho Thịnh vượng chung. Thủ tướng New South Wales là Henry Parkes là người bang trợ quá trình này. Fiji và New Zealand nguyên là bộ phận trong quá trình, song hai lãnh thổ quyết định không gia nhập liên bang.
Edmund Barton là một nhân vật tích cực khác trong tiến trình liên bang hóa, ông tạm thời đảm nhiệm chức vụ Thủ tướng Úc cho sau tổng tuyển cử toàn quốc năm 1901. Kết quả tổng tuyển cử xác nhận vị thế thủ tướng của Edmund Barton.

## Ý tưởng liên bang

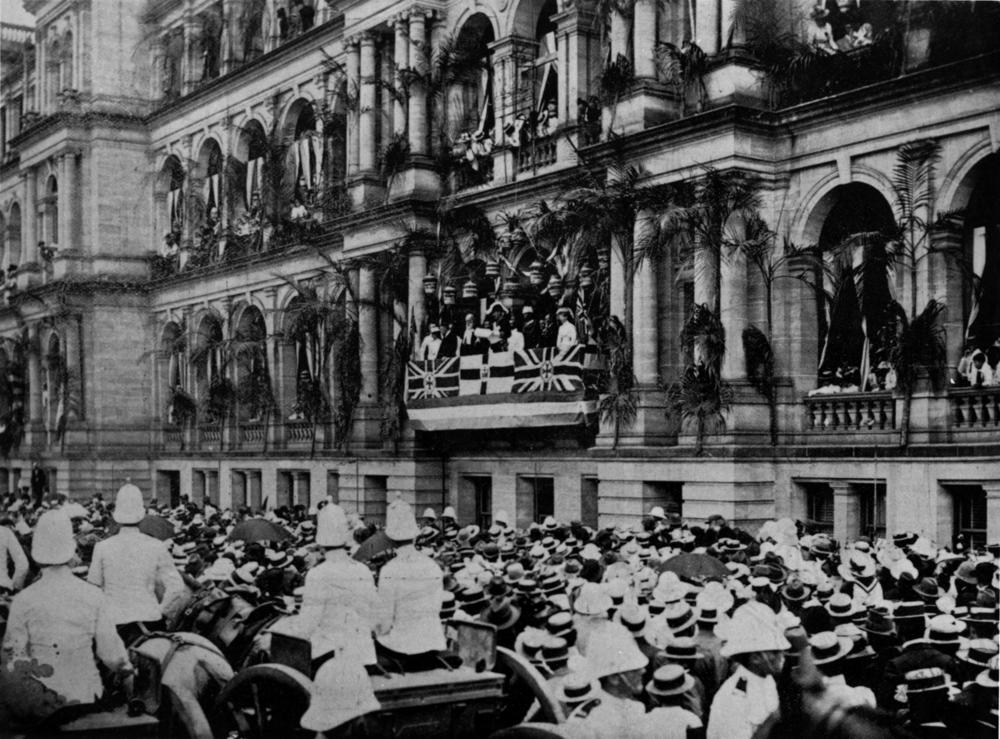
Thống đốc đọc Tuyên ngôn của Nữ vương về liên bang hóa tại Brisbane

### Hội đồng Liên bang
Một phong trào nghiêm túc về vấn đề liên bang hóa các thuộc địa phát sinh vào cuối thập niên 1880, một khoảng thời gian chứng kiến sự gia tăng chủ nghĩa dân tộc trong người Úc khi đại đa số họ sinh tại địa phương. Ý tưởng về "người Úc" bắt đầu được tán dương trong các bài hát và bài thơ. Điều này được thúc đẩy nhờ các tiến bộ trong giao thông và thông tin, chẳng hạn như thiết lập một hệ thống điện báo giữa các thuộc địa vào năm 1872. Các thuộc địa Úc cũng chịu ảnh hưởng từ các liên bang khác đã xuất hiện khắp thế giới, đặc biệt là tại Argentina, Canada, Thụy Sĩ và Hoa Kỳ.
Henry Parkes đương thời là Bộ trưởng Thuộc địa New South Wales, ông là người đầu tiên đề xuất một cơ cấu Hội đồng Liên bang vào năm 1867. Sau khi nó bị Bộ trưởng Thuộc địa Anh Quốc là Công tước Buckingham bác bỏ, Henry Parkes lại đưa vấn đề lên một hội nghị vào năm 1880, đương thời ông giữ chức Thủ tướng New South Wales. Trong hội nghị, các đại biểu từ Victoria, New South Wales và Nam Úc cân nhắc một số vấn đề bao gồm cả liên bang hóa, truyền thông, người Hoa di cư, bệnh trên cây nho và thống nhất mức thuế quan. Liên bang hóa có tiềm năng giúp đảm bảo rằng trên toàn lục địa, mậu dịch, và thương nghiệp liên thuộc địa sẽ không chịu ảnh hưởng của chủ nghĩa bảo hộ và đo lường cùng giao thông sẽ được tiêu chuẩn hóa.
Sự thúc đẩy cuối cùng đối với Hội đồng Liên bang đến tại một hội nghị vào năm 1883, kêu gọi tranh luận về các chiến lược cần thiết để chống lại các hoạt động của Đức và Pháp tại New Guinea và tại New Hebrides. Thủ tướng Queensland là Samuel Griffith soạn thảo một dự luật nhằm thiết lập Hội đồng Liên bang. Hội nghị kiến nghị thành công với Quốc hội Đế quốc về việc ban hành Đạo luật Hội đồng Liên bang Australasia 1885.
Kết quả là một Hội đồng Liên bang Australasia được thành lập nhằm dại diện cho các sự vụ của các thuộc địa trong quan hệ của họ với các đảo Nam Thái Bình Dương. New South Wales và New Zealand không tham gia. Các thuộc địa tự quản Queensland, Tasmania và Victoria, cũng như Thuộc địa vương thất Tây Úc và Fiji tham gia Hội đồng. Nam Úc là một thành viên trong khoảng thời gian 1888-1890. Hội đồng Liên bang có quyền lực lập pháp trực tiếp trên một số vấn đề nhất định, như liên quan đến dẫn độ, quy định về ngư nghiệp, song không có thư ký thường trực, quyền lực hành pháp, và thuế. Sự thiếu vắng của thuộc địa hùng mạnh New South Wales cũng làm suy yếu giá trị đại diện của Hội đồng. 

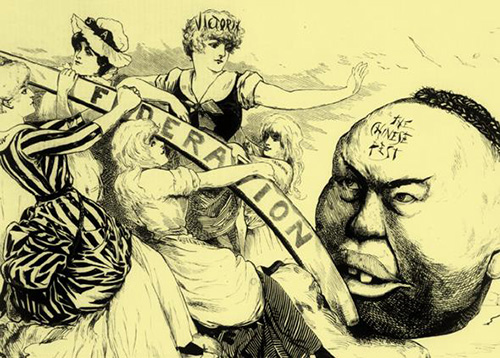
Bức họa phát hành năm 1888 miêu tả tình cảm bài Hoa, một trong các động lực thúc đẩy liên bang hóa.

Tuy nhiên, đó là một hình thức trọng đại đầu tiên trong hợp tác liên thuộc địa. Nó tạo một cơ hội cho những người liên bang chủ nghĩa từ khắp lục địa tụ họp và trao đổi các ý tưởng. Cách thức mà Hội đồng được thành lập xác nhận duy trì vị thế mà của Quốc hội Đế quốc sẽ có trong sự phát triển của cấu trúc hiến pháp Úc.

### Phản đối ban đầu
Ngoại trừ Victoria thì các thuộc địa riêng lẻ phần nào cảnh giác với liên bang hóa. Các chính trị gia từ các thuộc địa nhỏ hơn không thích ý tưởng về việc giao phó quyền lực cho một chính phủ quốc gia; họ lo ngại rằng bất kỳ chính phủ như vật sẽ không tránh khỏi việc bị chi phối bởi New South Wales và Victoria thịnh vượng hơn. Về phần mình, Queensland lo lắng rằng sự ra đời của pháp luật quốc gia (chính sách Úc Da trắng) sẽ hạn chế việc nhập khẩu lao động Kanaka, do đó gây nguy hiểm cho ngành công nghiệp mía đường của mình.
Các thuộc địa nhỏ hơn cũng lo ngại về việc bãi bỏ thuế quan, điều này sẽ làm mất một phần lớn trong thu nhập của họ, và thương nghiệp của họ phụ thuộc vào các thuộc địa lớn hơn. New South Wales theo truyền thống có quan điểm về tự do mậu dịch, muốn được thỏa mãn rằng chính sách thuế quan của liên bang sẽ không bảo hộ. Thủ tướng Victoria James Service miêu tả liên minh tài chính như "con sư tử trên đường" của liên bang hóa. Một vấn đề cơ bản nữa là làm thế nào để phân phối thuế quan dư từ chính phủ trung ương cho các bang. Đối với các thuộc địa lớn, có khả năng họ bị yêu cầu trợ cấp cho các nền kinh tế chật vật của Tasmania, Nam Úc và Tây Úc. Ngoài ra, còn có tranh luận về hình thức chính phủ liên bang.
Phong trào lao động Úc mới phát sinh không toàn toàn cam kết ủng hộ cho liên bang hóa. Một mặt, tình cảm dân tộc chủ nghĩa mạnh mẽ trong phong trào lao động và do đó có nhiều ủng hộ cho ý tưởng Úc Da trắng. Mặt khác, các đại biểu lao động lo ngại rằng liên bang hóa sẽ làm sao lãng sự chú ý về tính cần thiết phải cải cách xã hội và công nghiệp, và tiếp tục tăng cường sức mạnh cho lực lượng bảo thủ. Các hội nghị liên bang hóa không bao gồm các đại biểu của tổ chức lao động. Trong thực tế, hiến pháp liên bang được đề xuất bị các đại biểu lao động chỉ trích là quá bảo thủ. Các đại biểu này muốn thấy một chính phủ liên bang với nhiều quyền lực lập pháp hơn trên các vấn đề như tiền lương và giá cả. Họ cũng nhận định Thượng nghị viện được đề xuất là quá mạnh, có khả năng ngăn chặn các nỗ lực về cải cách xã hội và chính trị, giống như thượng viện các thuộc địa tiến hành khá công khai vào đương thời.
Các yếu tố tôn giáo đóng một vai trò nhỏ song quan trọng trong các tranh luận về khả năng liên bang hóa. Những thủ lĩnh ủng hộ liên bang hóa là các tín đồ Tin Lành, trong khi những tín đồ Công giáo ngoan đạo thì yếu hơn nhiều, nhất là do Parkes đã chiến đấu chống Công giáo trong hàng thập niên (và do tín đồ Công giáo đại diện không tương xứng trong thành phần của phong trào lao động).

## Các hội nghị hiến pháp ban đầu
Trong đầu thập niên 1890, diễn ra hai hội nghị tạo ra sự cần thiết về liên bang hóa và thiết lập khuôn khổ cho việc này. Một hội nghị phi chính thức với sự tham dự của các đại biểu chính thức đến từ các thuộc địa Australasia được tổ chức vào năm 1890. Hội nghị này dẫn đến Hội nghị Quốc gia Australasia tại Sydney vào năm 1891. New Zealand có đại biểu tại cả hai hội nghị, song các đại biểu của họ biểu thị không muốn gia nhập Liên bang khi nó hình thành, song có thể quan tâm đến điều đó vào sau này.

### Hội nghị 1890
Hội nghị 1890 được tổ chức theo sự xúc tiến của Parkes. Giải thích về việc kêu gọi hội nghị 1890 thường bắt đầu với việc Thống đốc New South Wales là Robert Wynn Carrington chọc tức Parkes có tuổi trong một tiệc trưa vào ngày 15 tháng 6 năm 1889. Theo tường thuật thì Parkes khoe rằng ông "có thể liên minh các thuộc địa này trong 12 tháng". Carrington vặn lại "Vậy thì sao ông không làm vậy? Nó sẽ là một kết thúc vinh quanh cho cuộc đời của ông." Ngày hôm sau, Parkes viết thư cho Thủ tướng Victoria là Duncan Gillies, đề xuất tăng tốc quá trình liên bang hóa. Phản ứng của Gillies là lạnh nhạt đúng như dự đoán. Đến tháng 10, Parkes đi về phía bắc đến Brisbane và họp với Griffith và Thủ tướng Queensland Thomas McIlwraith. Trên đường trở lại, ông dừng chân ở ngay phía nam biên giới thuộc địa, và thực hiện Phát biểu Tenterfield lịch sử vào ngày 24 tháng 10 năm 1889, nói rằng đã đến lúc các thuộc địa cân nhắc về liên bang hóa Úc.
Qua nửa cuối năm 1889, các thủ tướng và thống đốc giao thiệp và đồng ý về một cuộc họp phi chính thức. Các thành viên gồm có: New South Wales, Parkes (thủ tướng) và William McMillan (Bộ trưởng Ngân khố Thuộc địa); Victoria, Duncan Gillies (Thủ tướng) và Alfred Deakin (Bí thư trưởng); Queensland, Samuel Griffith (Lãnh đạo đối lập) và John Murtagh Macrossan (Bộ trưởng Thuộc địa); Nam Úc, John Cockburn (Thủ tướng) và Thomas Playford (Lãnh đạo đối lập); Tasmania, Andrew Inglis Clark (Tổng kiểm soát trưởng) và Stafford Bird (Bộ trưởng Ngân khố); Tây Úc, James George Lee Steere (Chủ tịch Hạ viện); New Zealand, William Russell (Bộ trưởng thuộc địa) và John Hall.

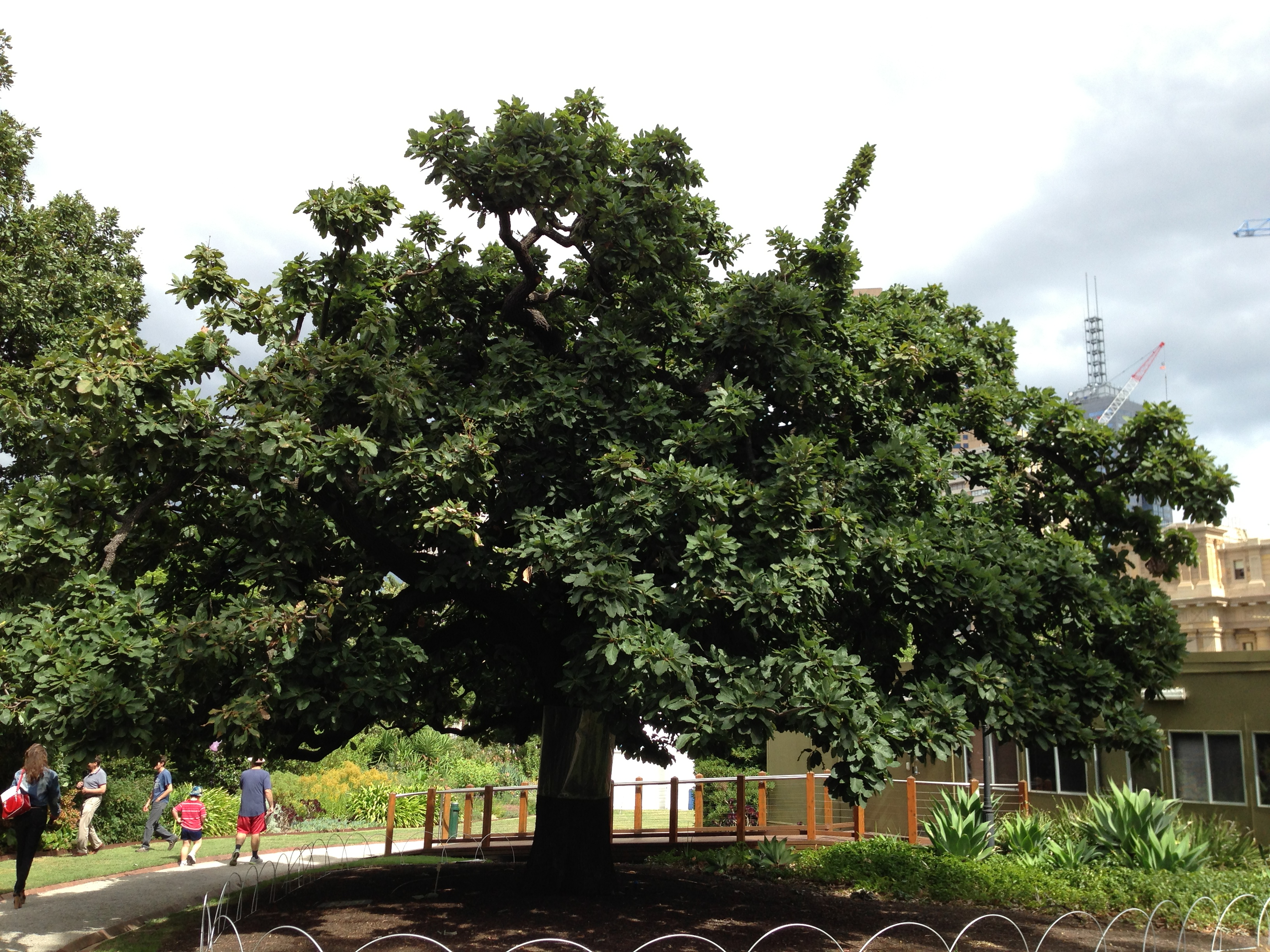
The Federal Oak tại khuôn viên của Tòa nhà Nghị viện Victoria tại Melbourne. Cây được Henry Parkes trồng vào năm 1890 nhằm kỷ niệm cuộc họp của Hội đồng Liên bang Úc.

Khi hội nghị được tiến hành tại Nghị viện Victoria tại Melbourne vào ngày 6 tháng 2, các đại biểu phải đương đầu với nhiệt độ mùa hé rất cao là 39,7 °C (103,5 °F) trong bóng râm. Hội nghị thảo luận về việc thời gian đã chín muồi chưa để tiến hành liên bang hóa. Trong khi một số đại biểu đồng ý, thì một số thuộc địa nhỏ không nhiệt tình. Thomas Playford từ Nam Úc biểu thị các rào cản như vấn đề thuế quan và thiếu ủng hộ đại chúng. Tương tự, James Lee Steere từ Tây Úc và các đại biểu New Zealand phát biểu rằng có ít ủng hộ đối với liên bang hóa tại thuộc địa tương ứng của họ.
Một vấn đề căn bản tại Đại hội này là làm thể nào để cấu trúc liên bang theo truyền thống chính phủ Westminster. Đạo luật Bắc Mỹ thuộc Anh (1867) liên minh các tỉnh của Canada tạo một hình mẫu liên quan đến quan hệ giữa liên bang và vương thất. Tuy nhiên, có ít nhiệt tình đối với chế độ tập quyền của Hiến pháp Canada, đặc biệt là từ các thuộc địa nhỏ hơn. Sau hội nghị 1890, mô hình liên bang Canada không còn được nhìn nhận là phù hợp với tình hình Úc.
Mặc dù Hiến pháp Liên bang Thụy Sĩ là một thí dụ khác, song các đại biểu nhìn nhận Hiến pháp Hoa Kỳ là một mô hình chủ yếu khác của liên bang trong thế giới Anh ngữ. Theo đó, chính phủ liên bang chỉ được trao một số quyền lực, và phần lớn các sự vụ nằm trong thẩm quyền lập pháp của các bang. Nó cũng quy định rằng các bang có số đại biểu bằng nhau trong Thượng nghị viện, còn số đại biểu trong Hạ nghị viện thì phản ánh phân bố dân số toàn quốc. Andrew Inglis Clark là một người tán phục thể chế liên bang Hoa Kỳ, ông đưa Hiến pháp Hoa Kỳ như một thí dụ về bảo vệ quyền lợi của các bang. Ông trình bày nó như một sự thay thế cho mô hình Canada, cho rằng Canada là "một thí dụ về hợp nhất thay vì liên bang hóa." Sự giới thiệu của Deakin về The American Commonwealth của James Bryce cũng có tác động sâu rộng.
Hội nghị tại Melbourne kết thúc với một thỏa thuận của các đại biểu rằng thời điểm liên bang hóa đã đến.

### Dự thảo hiến pháp của Clark

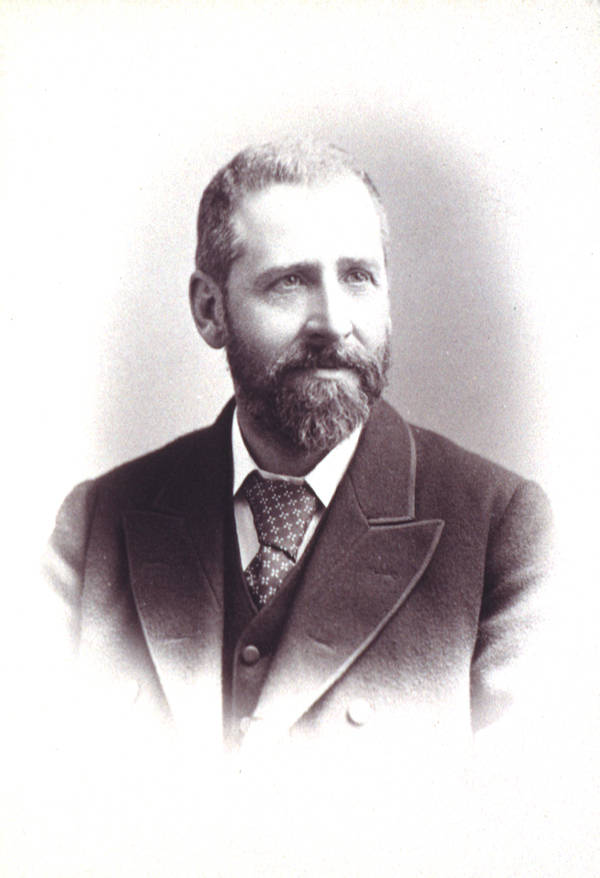
Andrew Clark khoảng 1907

Andrew Inglis Clark suy nghĩ về hiến pháp phù hợp cho Úc, đến tháng 5 năm 1890, ông đến Luân Đôn để tiến hành chống án nhân danh Chính phủ Tasmania trước Xu mật viện. Trong chuyến đi này, ông bắt đầu viết một dự thảo hiến pháp, lấy các điều khoản chính của Đạo luật Bắc Mỹ thuộc Anh và các bổ sung cho đến năm 1890, Hiến pháp Hoa Kỳ, Đạo luật Hội đồng Liên bang Úc, và hiến pháp các thuộc địa Úc khác nhau. Clark trở về từ Luân Đôn theo đường Boston, Massachusetts, tại đây ông tổ chức các cuộc thảo luận về dự thảo của mình với Oliver Wendell Holmes, Jr., và Moncure Conway cùng những người khác.
Dự thảo của Clark giới thiệu các thuật ngữ và hình thức mà sau đó được thông qua:
- Liên bang Úc được mô tả là Thịnh vượng chung Úc
- Có ba nhánh riêng biệt và bình đẳng - Nghị viện, tổ chức hành pháp, và bộ máy tư pháp.
- Nghị viện gồm có một Chúng nghị viện và một Tham nghị viện
- Quy định phân chia quyền lực giữa các chính phủ liên bang và các bang.

Khi trở về Hobart vào đầu tháng 11 năm 1890, với hỗ trợ kỹ thuật của W. O. Wise, Clark hoàn thành bản cuối cùng của dự thảo hiến pháp và có một số bản sao. Trong tháng 2 năm 1891, Inglis Clark truyền các bản sao dự thảo cho Parkes, Barton và có thể là cả Playford. Dự thảo này luôn được nhìn nhận là một tài liệu công việc riêng tư, và chưa từng được công bố.
Tầm quan trọng của Dự thảo hiến pháp 1891 được John La Nauze công nhận khi ông thẳng thắn tuyên bố rằng "Dự thảo năm 1891 là Hiến pháp năm 1900, không phải cha hay ông." Thật vậy, 86 điều khoản (trong số 128) của Hiến pháp Úc có thể nhận thấy trong dự thảo của Clark.

### Hội nghị 1891
Quốc hội được đề xuất tại Hội nghị năm 1891 theo mô hình Quốc hội Mỹ, theo đó Hạ viện được bầu từ các khu vực dựa trên cơ sở dân số, trong khi tại Thượng viện các khu vực có đại diện như nhau. Mô hình Hoa Kỳ này được kết hợp với hệ thống Westminster bằng việc Thủ tướng và các bộ trưởng khác sẽ được đại diện của Quân chủ Anh bổ nhiệm từ thành viên của chính đảng nằm một đa số trong hạ viện.
Tại Hội nghị Sydney, Griffith nhận thức rõ vấn đề lớn nhất: cấu trúc quan hệ giữa hạ viện và thượng viện trong Quốc hội Liên bang. Phân chia quan điểm tập trung vào luận điểm của Alfred Deakin rằng hạ viện cần phải là tối cao, đối lập với quan điểm của Barton, John Cockburn và những người khác rằng một Thượng viện mạnh với quyền lực ngang hàng là cần thiết. Bản thân Griffith giới thiệu học thuyết chính phủ trách nhiệm nên được bỏ ngỏ, hoặc sửa đối căn bản để phù hợp với cấu trúc liên bang.
Trong những ngày cuối tuần Phục sinh năm 1891, Griffith sửa dự thảo của Clark trên du thuyền của chính phủ Queensland Lucinda. (Clark không hiện diện. Ông bị cúm tại Sydney). Dự thảo hiến pháp của Griffith được trình lên các nghị viện thuộc địa song nó mất hiệu lực tại New South Wales, sau đó các thuộc địa khác không sẵn sàng tiếp tục.

## Các hội nghị hiến pháp sau đó
Sự hồi sinh của phong trào liên bang hóa bắt nguồn từ sự phát triển các liên đoàn liên bang và tổ chức dân tộc chủ nghĩa tán thành liên bang hóa, Như Hiệp hội bản địa Úc. Cũng có hai hội nghị nhân dân được tổ chức tại Corowa và Bathurst.

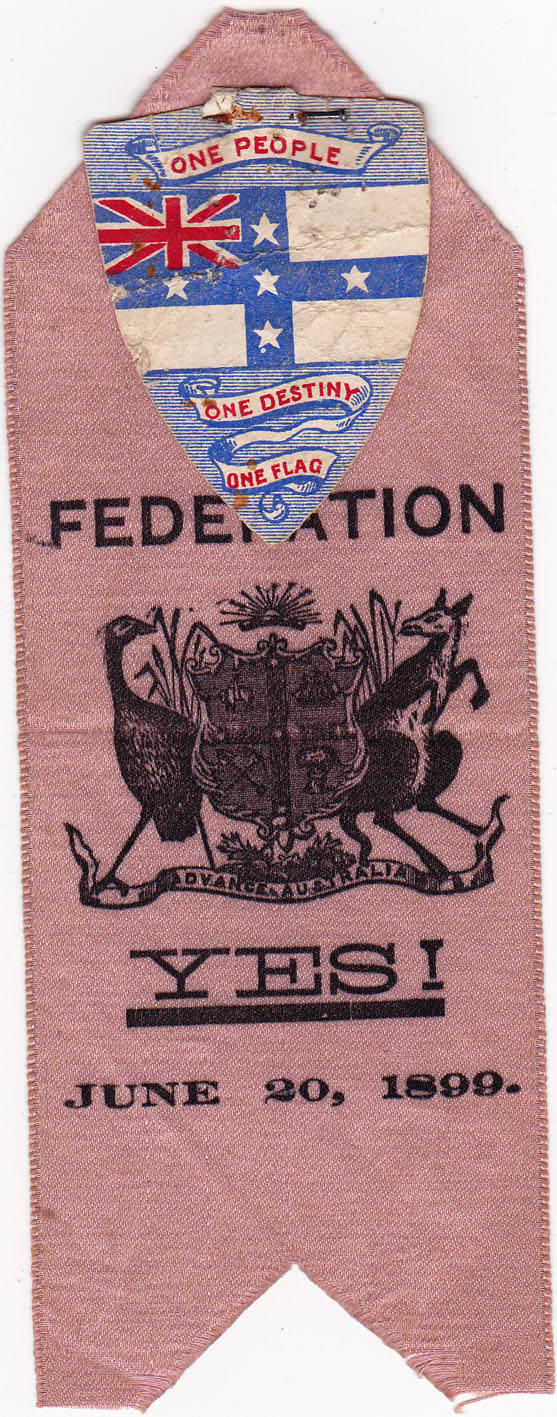
Một ruy băng tại Sydney

Năm 1893, John Quick, người từng tham dự hội nghị Corowa, lập ra một dự luật mà sau đó trở thành cơ sở thảo luận tại hội nghị Adelaide và được nhận định là góp phần lớn vào hiến pháp cuối cùng. Quick cùng với Robert Garran tiếp tục phát hành Hiến pháp được chú giải của Thịnh vượng chung Úc vào năm 1901, văn kiện được nhận định phổ biến là công trình có thẩm quyền nhất đối với Hiến pháp Úc.
Năm 1895, một đề xuất được các thủ tướng thuộc địa chấp thuận, theo đó thiết lập một Công ước mới dựa theo bầu cử phổ thông, kết quả là dự thảo hiến pháp được trình cho các cử tri của mỗi thuộc địa trong một cuộc trưng cầu dân ý. Các hội nghị được tổ chức suốt một năm, bắt đầu tại Adelaide vào năm 1897, hội nghị cuối cùng tại Sydney, và đỉnh điểm tại Melbourne vào tháng 3 năm 1898. Sau hội nghị Adelaide, các nghị viện thuộc địa nắm cơ hội để tranh luận về Dự luật được đưa ra và đề xuất thay đổi. Các nguyên tắc cơ bản được thảo luận trong năm 1891 được chấp thuận, bổ sung nguyên tắc của chính phủ trách nhiệm. Cũng có một sự đồng thuận với chế độ dân chủ hơn trong cấu trúc hiến pháp. Đạt được đồng thuận rằng Thượng viện sẽ được chọn theo phiếu phổ thông với cử tri tại mỗi bang là một khu vực bầu cử.
Một bản thảo dự luật được soạn vào năm 1898, và sau đó được gửi cho mỗi thuộc địa để các cử tri phê chuẩn. Trưng cầu dân ý được tổ chức tại bốn thuộc địa vào năm 1898, và đạ số phiếu tại bốn thuộc địa ủng hộ. Tuy nhiên, dự luật thất bại do số phiếu ủng hộ tại New South Wales không đủ. Trong tháng 6 năm 1899, trưng cầu dân ý lại được tổ chức tại tất cả các thuộc địa ngoại trừ Tây Úc, các cử tri tại thuộc địa này tổ chức bỏ phiếu vào năm sau. Đa số cử tri tại toàn bộ các thuộc địa bỏ phiếu thuận.
| Trưng cầu |       | NSW     | Qld    | SA     | Tas    | Vic     | WA     | tổng    |
| --------- | ----- | ------- | ------ | ------ | ------ | ------- | ------ | ------- |
| 1898      | có    | 71.595  |        | 35.800 | 11.797 | 100.520 |        | 219.712 |
| 1898      | không | 66.228  |        | 17.320 | 2.716  | 22.099  |        | 108.363 |
| 1899      | có    | 107.420 | 38.488 | 65.900 | 13.437 | 152.653 |        | 377.898 |
| 1899      | không | 82.741  | 30.996 | 17.953 | 791    | 9.805   |        | 142.286 |
| 1900      | có    |         |        |        |        |         | 44.800 | 44.800  |
| 1900      | không |         |        |        |        |         | 19.691 | 19.691  |

Dự luật được các thuộc địa chấp thuận được đưa đến Anh để Quốc hội Anh phê chuẩn.

## Hiến pháp Liên bang
Đạo luật Hiến pháp Thịnh vượng chung Úc (UK) được thông qua vào ngày 5 tháng 7 năm 1900 và được Victoria của Anh ngự chuẩn vào ngày 9 tháng 7 năm 1900. Hiến pháp được công bố vào ngày 1 tháng 1 năm 1901 tại Công viên Centennial, Sydney. Edmund Barton tuyên thệ nhậm chức thủ tướng lâm thời, lãnh đạo một nội các lâm thời gồm chín thành viên.
Hiến pháp mới thiết lập một quốc hội có lưỡng viện, gồm một Tham nghị viện và một Chúng nghị viện. Chức vụ Toàn quyền Úc được thiết lập với vị thế đại diện cho Nữ vương' ban đầu, cá nhân này được nhìn nhận là đại diện cho chính phủ Anh. Hiến pháp cũng thiết lập một Tòa án tối cao, và phân chia quyền lựa chính phủ giữa các bang và Thịnh vượng chung.
Địa điểm thủ đô liên bang là vấn đề tranh chấp gay gắt giữa Sydney và Melbourne; thỏa hiệp là một lãnh thổ riêng biệt (Lãnh thổ Thủ đô Úc) sẽ được thiết lập bên trong New South Wales để làm thủ đô mới, trong khi Quốc hội đặt tại Melbourne cho đến khi thành phố mới được xây dựng. Địa điểm cuối cùng được lựa chọn cho thành phố trở thành Canberra.